# Kandanos-Selino
Kandanos-Selino (griechisch Δήμος Καντάνου-Σελίνου) ist eine Gemeinde auf der griechischen Insel Kreta.
Die Gemeinde Kandanos-Selino liegt im südwestlichen Teil des Regionalbezirks Chania (ehemalige Präfektur Chania) und grenzt im Nordwesten an die Gemeinde Kissamos, im Norden an die Gemeinde Platanias und im Osten an die Gemeinde Sfakia. Es grenzt im Süden an das Libysche Meer und im Westen an das Mittelmeer.
Die Fläche der neuen Gemeinde beträgt 374,8 Quadratkilometer, und die Einwohnerzahl beläuft sich laut der Volkszählung 2011 auf 5.431. Der Verwaltungssitz der Gemeinde ist Paleochora und der historische Sitz ist Kandanos.

## Verwaltungsgliederung
Bei der Verwaltungsreform 2011 (Kallikratis-Programm) wurden neben Kandanos die ehemaligen Nachbargemeinden Anatoliko Selino (‚Ost Selino‘) und Pelekanos zur Gemeinde Kandanos-Selino zusammengelegt.
| Gemeindebezirk                  | griechischer Name                   | Code   | Fläche (km²) | Einwohner 2011 | Einwohner 2021 | Dimotiki Kinotita (Δημοτική Κοινότητα)                 | Lage |
| ------------------------------- | ----------------------------------- | ------ | ------------ | -------------- | -------------- | ------------------------------------------------------ | ---- |
| Kandanos                        | Δημοτική Ενότητα Κανδάνου           | 740403 | 073,681      | 1118           | 0893           | Kandanos, Kakodiki, Plemeniana                         |      |
| Anatoliko Selino (‚Ost Selino‘) | Δημοτική Ενότητα Ανατολικού Σελίνου | 740402 | 135,940      | 1021           | 0760           | Kambanos, Epanochori, Rodovani, Skafi, Sougia, Temenia |      |
| Pelekanos                       | Δημοτική Ενότητα Πελεκάνου          | 740401 | 165,172      | 3292           | 3356           | Paleochora, Vothiana, Voutas, Sarakina, Sklavopoula    |      |
| Gemeinde Kandanos-Selino        | Gemeinde Kandanos-Selino            | 7404   | 374,793      | 5431           | 5009           |                                                        |      |

## Wirtschaft
Die Wirtschaft der Gemeinde basiert auf Landwirtschaft (Gewächshauskulturen und Oliven), Viehzucht (Schafe und Ziegen) und Tourismus. Die Strände gelten als sehr schön und kristallklar, mehrere von ihnen sind mit der blauen Flagge ausgezeichnet.